# Actes noirs
Actes noirs est la collection grand format de romans noirs de la maison d'édition Actes Sud. Cette collection a été créée en 2006 et est actuellement dirigée par Manuel Tricoteaux. La trilogie Millénium de Stieg Larsson a été la première publication de cette collection. Une bonne partie des livres de cette collection est reprise au format poche dans la collection Babel noir du même éditeur.

## Titres de la collection
| Auteur                                | Titre                                                       | Série et numéro                                       | Année de parution dans la collection | Titre original                                          | Année de parution originale |
| ------------------------------------- | ----------------------------------------------------------- | ----------------------------------------------------- | ------------------------------------ | ------------------------------------------------------- | --------------------------- |
| Larsson, Stieg                        | Les Hommes qui n'aimaient pas les femmes                    | Millénium [1]                                         | 2006                                 | Män som hatar kvinnor                                   | 2005                        |
| Garcia-Roza, Luiz Alfredo             | Bon anniversaire, Gabriel !                                 | Commissaire Espinosa [3]                              | 2006                                 | Vento sudoeste                                          | 1999                        |
| Larsson, Stieg                        | La Fille qui rêvait d'un bidon d'essence et d'une allumette | Millénium [2]                                         | 2006                                 | Flickan som lekte med elden                             | 2006                        |
| Dow, Unity                            | Les Cris de l'innocence                                     | –                                                     | 2006                                 | The Screaming of the Innocent                           | 2002                        |
| Somer, Mehmet Murat                   | On a tué Bisou !                                            | Bir Hop-Çiki-Yaya polisiyesi [5]                      | 2007                                 | Buse cinayett                                           | 2003                        |
| McGahan, Andrew                       | Derniers Verres                                             | –                                                     | 2007                                 | Last Drinks                                             | 2000                        |
| Read, Cornelia                        | Champs d'ombres                                             | Madeline Dare [1]                                     | 2007                                 | A Field of Darkness                                     | 2006                        |
| Bellotto, Tony                        | Bellini et le Démon                                         | –                                                     | 2007                                 | Bellini e o demônio                                     | 1997                        |
| Larsson, Stieg                        | La Reine dans le palais des courants d'air                  | Millénium [3]                                         | 2007                                 | Luftslottet som sprängdes                               | 2007                        |
| Schenkel, Andrea Maria                | La Ferme du crime                                           | –                                                     | 2008                                 | Tannöd                                                  | 2008                        |
| Dhar, Mainak                          | Flashpoint                                                  | –                                                     | 2008                                 | Flashpoint                                              | 2014                        |
| Bando, Masako                         | Les Dieux chiens                                            | –                                                     | 2008                                 | Inugami                                                 | 2008                        |
| Muñoz, José Luis                      | La Dernière Enquête de l'inspecteur Rodriguez Pachon        | –                                                     | 2008                                 | Último caso del inspector Rodríguez Pachón              | 2008                        |
| Läckberg, Camilla                     | La Princesse des glaces                                     | Erica Falck et Patrik Hedström [1]                    | 2008                                 | Isprinsessan                                            | 2003                        |
| Schwegel, Theresa                     | Une flic dans le pétrin                                     | –                                                     | 2008                                 | Officer Down                                            | 2005                        |
| Garcia-Roza, Luiz Alfredo             | Une fenêtre à Copacabana                                    | Commissaire Espinosa [5]                              | 2008                                 | Uma janela em Copacabana                                | 2004                        |
| Francisco, Ruth                       | Salut à toi, ô crépuscule                                   | –                                                     | 2008                                 | Good Morning, Darkness                                  | 2008                        |
| McGahan, Andrew                       | Australia Underground                                       | –                                                     | 2008                                 | Australia Underground                                   | 2006                        |
| Weerts, François                      | Les Sirènes d'Alexandrie                                    | –                                                     | 2008                                 | –                                                       | 2008                        |
| Latynina, Julia                       | La Chasse au renne de Sibérie                               | –                                                     | 2008                                 | Ohota na izûbrâ                                         | 2008                        |
| Claude, Hervé                         | Nickel chrome                                               | –                                                     | 2009                                 | –                                                       | 2009                        |
| Läckberg, Camilla                     | Le Prédicateur                                              | Erica Falck et Patrik Hedström [2]                    | 2009                                 | Predikanten                                             | 2004                        |
| Maria Schenkel, Andrea                | Un tueur à Munich                                           | –                                                     | 2009                                 | Josef Kalteis                                           | 2014                        |
| Pastor, Ben                           | Lumen                                                       | –                                                     | 2009                                 | Lumen                                                   | 2009                        |
| Schwegel, Theresa                     | Entorses au règlement                                       | Sloane Pearson [1]                                    | 2009                                 | Probable Cause                                          | 2006                        |
| Lewis, Simon                          | Trafic sordide                                              | –                                                     | 2009                                 | Bad Traffic                                             | 2009                        |
| Läckberg, Camilla                     | Le Tailleur de pierre                                       | Erica Falck et Patrik Hedström [3]                    | 2009                                 | Stenhuggaren                                            | 2005                        |
| Read, Cornelia                        | L’École des dingues                                         | Madeline Dare [2]                                     | 2009                                 | The Crazy School                                        | 2008                        |
| Torgov, Morley                        | Meurtre en la majeur                                        | Hermann Preiss [1]                                    | 2010                                 | Murder in A-major                                       | 2008                        |
| Walker, Lalie                         | Les Survivantes                                             | –                                                     | 2010                                 | –                                                       | 2010                        |
| Fonteneau, Pascale                    | Propriétés privées                                          | –                                                     | 2010                                 | –                                                       | 2010                        |
| Higashino, Keigo                      | La maison où je suis mort autrefois                         | –                                                     | 2010                                 | Mukashi boku ga shinda ie                               | 1994                        |
| Läckberg, Camilla                     | L'Oiseau de mauvais augure                                  | Erica Falck et Patrik Hedström [4]                    | 2010                                 | Olycksfågeln                                            | 2006                        |
| Garcia-Roza, Luiz Alfredo             | L'Étrange Cas du Dr Nesse                                   | Commissaire Espinosa [4]                              | 2010                                 | Perseguido                                              | 2001                        |
| Fitzpatrick, Kylie                    | La Neuvième Pierre                                          | –                                                     | 2010                                 | The Ninth Stone                                         | 2010                        |
| Muñoz, José Luis                      | Babylone Vegas                                              | –                                                     | 2010                                 | Lluvia de níquel                                        | 2010                        |
| Kepler, Lars                          | L'Hypnotiseur                                               | Joona Linna [1]                                       | 2010                                 | Hypnotisören                                            | 2009                        |
| Maria Schenkel, Andrea                | Bunker                                                      | –                                                     | 2010                                 | Bunker                                                  | 2011                        |
| Salem, Carlos                         | Nager sans se mouiller                                      | –                                                     | 2010                                 | Matar y guardar la ropa                                 | 2011                        |
| Waite, Urban                          | La Terreur de vivre                                         | Bobby Drake [1]                                       | 2010                                 | The Terror of Living                                    | 2014                        |
| Wagneur, Alain                        | Djoliba, fleuve de sang                                     | –                                                     | 2010                                 | –                                                       | 2010                        |
| Matsumoto, Seichō                     | Un endroit discret                                          | –                                                     | 2010                                 | Tōi Sekkin                                              | 1972                        |
| Claude, Hervé                         | Les ours s'embrassent pour mourir                           | –                                                     | 2010                                 | –                                                       | 2010                        |
| Sarid, Yishai                         | Le Poète de Gaza                                            | –                                                     | 2011                                 | Limassol                                                | 2009                        |
| Läckberg, Camilla                     | L'Enfant allemand                                           | Erica Falck et Patrik Hedström [5]                    | 2011                                 | Tyskungen                                               | 2007                        |
| Bonnot, Xavier-Marie                  | Le Pays oublié du temps                                     | Commissaire partouche [2]                             | 2011                                 | –                                                       | 2011                        |
| Sigaud, Dominique                     | Conte d'exploitation                                        | –                                                     | 2011                                 | –                                                       | 2011                        |
| Hammer, Lotte Hammer, Søren           | Morte la bête                                               | Inspecteur Konrad Simonsen [1]                        | 2011                                 | Svinehunde                                              | 2011                        |
| Pastor, Ben                           | Lune trompeuse                                              | –                                                     | 2011                                 | Liar Moon                                               | 2011                        |
| Latynina, Julia                       | Caucase circus                                              | Trilogie du Caucase [1]                               | 2011                                 | Niâzbek                                                 | 2011                        |
| Stakhov, Dimitri                      | Le Retoucheur                                               | –                                                     | 2011                                 | Retušer : ispovedʹ nenaemnogo ubijcy                    | 2008                        |
| Read, Cornelia                        | L'Enfant invisible                                          | Madeline Dare [3]                                     | 2011                                 | Invisible Boy                                           | 2010                        |
| Penny, Louise                         | Nature morte                                                | Une enquête de l'inspecteur-chef Armand Gamache [1]   | 2011                                 | Still Life                                              | 2005                        |
| Salem, Carlos                         | Je reste roi d'Espagne                                      | –                                                     | 2011                                 | Pero sigo siendo el rey                                 | 2009                        |
| Neuhaus, Nele                         | Flétrissure                                                 | Oliver von Bodenstein et Pia Kirchhoff [1]            | 2011                                 | Tiefe Wunden                                            | 2009                        |
| Rutés, Sébastien                      | Mélancolie des corbeaux                                     | –                                                     | 2011                                 | –                                                       | 2011                        |
| Kepler, Lars                          | Le Pacte                                                    | Joona Linna [2]                                       | 2011                                 | Paganinikontraktet                                      | 2010                        |
| Penny, Louise                         | Sous la glace                                               | Une enquête de l'inspecteur-chef Armand Gamache [2]   | 2011                                 | A Fatal Grace                                           | 2007                        |
| Higashino, Keigo                      | Le Dévouement du suspect X                                  | Physicien Yukawa [1]                                  | 2011                                 | Yōgisha X no Kenshin                                    | 2005                        |
| Läckberg, Camilla                     | Cyanure                                                     | –                                                     | 2011                                 | Snöstorm och mandeldoft                                 | 2006                        |
| Árbol, Víctor del                     | La Tristesse du samouraï                                    | –                                                     | 2012                                 | La tristeza del samurai                                 | 2011                        |
| Jahn, Ryan David                      | De bons voisins                                             | –                                                     | 2012                                 | Acts of Violence                                        | 2009                        |
| Latynina, Julia                       | Gangrène                                                    | Trilogie du Caucase [2]                               | 2012                                 | Zemlâ vojny                                             | 2012                        |
| Barde-Cabuçon, Olivier                | Casanova et la Femme sans visage                            | Commissaire aux morts étranges [1]                    | 2012                                 | –                                                       | 2012                        |
| Trujillo, Henry                       | Trois Vautours                                              | –                                                     | 2012                                 | Tres buitres                                            | 2007                        |
| Hammer, Lotte Hammer, Søren           | Le Prix à payer                                             | Inspecteur Konrad Simonsen [2]                        | 2012                                 | Alting har sin pris                                     | 2012                        |
| Bishop-Stall, Shaughnessy             | Mille petites falaises                                      | –                                                     | 2012                                 | Ghosted                                                 | 2010                        |
| Skipper, Roger Alan                   | Le Baptême de Billy Bean                                    | –                                                     | 2012                                 | The Baptism of Billy Bean                               | 2009                        |
| Higashino, Keigo                      | Un café maison                                              | Physicien Yukawa [2]                                  | 2012                                 | Seijo no Kyūsai                                         | 2009                        |
| Alsterdal, Tove                       | Femmes sur la plage                                         | –                                                     | 2012                                 | Kvinnorna på stranden                                   | 2012                        |
| Fitzpatrick, Kylie                    | Une fibre meurtrière                                        | –                                                     | 2012                                 | The Silver Thread                                       | 2012                        |
| Läckberg, Camilla                     | La Sirène                                                   | Erica Falck et Patrik Hedström [6]                    | 2012                                 | Sjöjungfrun                                             | 2008                        |
| Penny, Louise                         | Le Mois le plus cruel                                       | Une enquête de l'inspecteur-chef Armand Gamache [3]   | 2012                                 | The Cruelest Month                                      | 2008                        |
| Decca, Hervé                          | 404 Not Found                                               | –                                                     | 2012                                 | –                                                       | 2012                        |
| Melo, Patrícia                        | Le Voleur de cadavres                                       | –                                                     | 2012                                 | Ladrão de cadáveres                                     | 2010                        |
| Neuhaus, Nele                         | Blanche-Neige doit mourir                                   | Oliver von Bodenstein et Pia Kirchhoff [2]            | 2012                                 | Schneewittchen muss sterben                             | 2010                        |
| Everett, Percival                     | Montée aux enfers                                           | –                                                     | 2012                                 | Assumption                                              | 2011                        |
| Claude, Hervé                         | Les Mâchoires du serpent                                    | –                                                     | 2012                                 | –                                                       | 2012                        |
| Bonnot, Xavier-Marie                  | Premier Homme                                               | –                                                     | 2013                                 | –                                                       | 2013                        |
| Bell, David                           | Fleur de cimetière                                          | –                                                     | 2013                                 | Cemetery Girl                                           | 2011                        |
| Salem, Carlos                         | Un jambon calibre 45                                        | –                                                     | 2013                                 | Un jamón calibre 45                                     | 2011                        |
| Jahn, Ryan David                      | Emergency 911                                               | –                                                     | 2013                                 | The Dispatcher                                          | 2011                        |
| Barde-Cabuçon, Olivier                | Messe noire                                                 | Commissaire aux morts étranges [2]                    | 2013                                 | –                                                       | 2013                        |
| Alzamora i Martín, Sebastià           | Memento mori                                                | –                                                     | 2013                                 | Crim de sang                                            | 2013                        |
| Torgov, Morley                        | Le Maître-chanteur de Minsk                                 | Hermann Preiss [2]                                    | 2013                                 | The Mastersinger from Minsk                             | 2012                        |
| Kepler, Lars                          | Incurables                                                  | Joona Linna [3]                                       | 2013                                 | Eldvittnet                                              | 2011                        |
| Higashino, Keigo                      | La Prophétie de l'abeille                                   | –                                                     | 2013                                 | Tenkū no Hachi                                          | 1995                        |
| Penny, Louise                         | Défense de tuer                                             | Une enquête de l'inspecteur-chef Armand Gamache [4]   | 2013                                 | The Murder Stone                                        | 2009                        |
| Gordon, David                         | Polarama                                                    | –                                                     | 2013                                 | The Serialist                                           | 2013                        |
| Läckberg, Camilla                     | Le Gardien de phare                                         | Erica Falck et Patrik Hedström [7]                    | 2013                                 | Fyrvaktaren                                             | 2009                        |
| DeSilva, Bruce                        | Pyromanie                                                   | Liam Mulligan [ [1]                                   | 2013                                 | Rogue Island                                            | 2010                        |
| Árbol, Víctor del                     | La Maison des chagrins                                      | –                                                     | 2013                                 | Respirar por la herida                                  | 2013                        |
| Axl Sund, Erik                        | Persona                                                     | Les Visages de Victoria Bergman [1]                   | 2013                                 | Kråkflickan                                             | 2013                        |
| Latynina, Julia                       | La gloire n'est plus de ce temps                            | Trilogie du Caucase [3]                               | 2013                                 | Ne vremja dlja slavy                                    | 2013                        |
| Neuhaus, Nele                         | Vent de sang                                                | Oliver von Bodenstein et Pia Kirchhoff [3]            | 2013                                 | Wer Wind sät                                            | 2013                        |
| Larsson, Stieg                        | Millénium                                                   | –                                                     | 2013                                 | Millennium                                              | 2013                        |
| Hammer, Lotte Hammer, Søren           | Le Cercle des cœurs solitaires                              | Inspecteur Konrad Simonsen [3]                        | 2013                                 | Ensomme hjerters klub                                   | 2013                        |
| Carlos Somoza, José                   | La Caverne des idées                                        | –                                                     | 2013                                 | La caverna de las ideas                                 | 2002                        |
| Hermanson, Marie                      | Zone B                                                      | –                                                     | 2014                                 | Himmelsdalen                                            | 2011                        |
| Malajovich, Gustavo                   | Le Jardin de bronze                                         | –                                                     | 2014                                 | El jardín de bronce                                     | 2011                        |
| Barde-Cabuçon, Olivier                | Tuez qui vous voulez                                        | Commissaire aux morts étranges [3]                    | 2014                                 | –                                                       | 2014                        |
| Axl Sund, Erik                        | Trauma                                                      | Les Visages de Victoria Bergman [2]                   | 2014                                 | Hungerelden                                             | 2014                        |
| Conlon, Edward                        | Rouge sur rouge                                             | –                                                     | 2014                                 | Red on Red                                              | 2011                        |
| Mathieu, Nicolas                      | Aux animaux la guerre                                       | –                                                     | 2014                                 | –                                                       | 2014                        |
| Penny, Louise                         | Révélation brutale                                          | Une enquête de l'inspecteur-chef Armand Gamache [5]   | 2014                                 | The Brutal Telling                                      | 2009                        |
| Kim, Sôngjong                         | Le Dernier Témoin                                           | –                                                     | 2014                                 | Ch 'oehuŭi chŭng'in                                     | 1979                        |
| Berg, Alex                            | La Marionnette                                              | Valerie Weymann [2]                                   | 2014                                 | Die Marionette                                          | 2011                        |
| Higashino, Keigo                      | L'Équation de plein été                                     | Physicien Yukawa [3]                                  | 2014                                 | Manatsu no Hōteishiki                                   | 2011                        |
| Axl Sund, Erik                        | Catharsis                                                   | Les Visages de Victoria Bergman [3]                   | 2014                                 | Pythians anvisningar                                    | 2014                        |
| Läckberg, Camilla                     | La Faiseuse d'anges                                         | Erica Falck et Patrik Hedström [8]                    | 2014                                 | Änglamakerskan                                          | 2011                        |
| S. Pateman, R.                        | La Deuxième Vie d'Amy Archer                                | –                                                     | 2014                                 | The Second Life of Amy Archer                           | 2013                        |
| Neuhaus, Nele                         | Méchant Loup                                                | Oliver von Bodenstein et Pia Kirchhoff [4]            | 2014                                 | Böser Wolf                                              | 2012                        |
| Sainz de la Maza, Aro                 | Le Bourreau de Gaudi                                        | Milo Malart [1]                                       | 2014                                 | El asesino de La Pedrera                                | 2012                        |
| Waite, Urban                          | Les Charognards                                             | –                                                     | 2014                                 | The Carrion Birds                                       | 2013                        |
| Dahl, Arne                            | Message personnel                                           | Opcop [1]                                             | 2014                                 | Viskleken                                               | 2011                        |
| Kepler, Lars                          | Le Marchand de sable                                        | Joona Linna [4]                                       | 2014                                 | Sandmannen                                              | 2011                        |
| Jahn, Ryan David                      | Le Dernier Lendemain                                        | –                                                     | 2014                                 | The Last Tomorrow                                       | 2012                        |
| Bell, David                           | Un lieu secret                                              | –                                                     | 2015                                 | The Hiding Place                                        | 2011                        |
| Árbol, Víctor del                     | Toutes les vagues de l'océan                                | –                                                     | 2015                                 | Un millón de gotas                                      | 2014                        |
| Garcia-Roza, Luiz Alfredo             | Nuit d'orage à Copacabana                                   | Commissaire Espinosa [7]                              | 2015                                 | Espinosa sem saída                                      | 2006                        |
| Salem, Carlos                         | Le Plus Jeune Fils de Dieu                                  | –                                                     | 2015                                 | El huevo izquierdo del talento                          | 2013                        |
| Schenkel, Andrea Maria                | Finsterau                                                   | –                                                     | 2015                                 | Finstertrau                                             | 2012                        |
| Zepeda Patterson, Jorge               | Les Corrupteurs                                             | –                                                     | 2015                                 | Los corruptores                                         | 2015                        |
| Barde-Cabuçon, Olivier                | Humeur noire à Venise                                       | Commissaire aux morts étranges [4]                    | 2015                                 | –                                                       | 2015                        |
| Alexieva, Elena                       | Le Prix Nobel                                               | –                                                     | 2015                                 | Nobelist                                                | 2015                        |
| Zander, Joakim                        | Apnée                                                       | Klara Walldéen [1]                                    | 2015                                 | Simmaren                                                | 2015                        |
| Lewis, Simon                          | Traqué                                                      | –                                                     | 2015                                 | Border Run                                              | 2012                        |
| Higashino, Keigo                      | La Lumière de la nuit                                       | –                                                     | 2015                                 | Byakuyako                                               | 1999                        |
| DeSilva, Bruce                        | Jusqu'à l'os                                                | Liam Mulligan [ [2]                                   | 2015                                 | Cliff Walk                                              | 2012                        |
| Penny, Louise                         | Enterrez vos morts                                          | Une enquête de l'inspecteur-chef Armand Gamache [6]   | 2015                                 | Bury Your Dead                                          | 2010                        |
| Lagercrantz, David                    | Ce qui ne me tue pas                                        | Millénium [4]                                         | 2015                                 | Det som inte dödar oss                                  | 2015                        |
| Skipper, Roger Alan                   | Les Os de la vérité                                         | –                                                     | 2015                                 | Bone Dogs                                               | 2015                        |
| Muñoz, José Luis                      | La Frontière sud                                            | –                                                     | 2015                                 | La frontera sur                                         | 2015                        |
| Axl Sund, Erik                        | Les Corps de verre : Mélancolie noire                       | Mélancolie [1]                                        | 2015                                 | Glaskroppar                                             | 2015                        |
| Bulnes, Miquel                        | Le Sang dans nos veines                                     | –                                                     | 2015                                 | Het bloed in onze aderen                                | 2015                        |
| Sarid, Yishai                         | Une proie trop facile                                       | –                                                     | 2015                                 | The Investigation of Captain Erez                       | 2015                        |
| Olguín, Sergio                        | La Fragilité des corps                                      | –                                                     | 2015                                 | La fragilidad de los cuerpos                            | 2012                        |
| Runcie, James                         | Sidney Chambers et l'Ombre de la mort                       | Les Mystères de Grantchester [1]                      | 2016                                 | Sidney Chambers and The Shadow of Death                 | 2013                        |
| Kepler, Lars                          | Désaxé                                                      | Joona Linna [5]                                       | 2016                                 | Stalker                                                 | 2014                        |
| Neuhaus, Nele                         | Les Vivants et les Morts                                    | Oliver von Bodenstein et Pia Kirchhoff [5]            | 2016                                 | Die Lebenden und die Toten                              | 2016                        |
| Sigurðardóttir, Yrsa                  | Indésirable                                                 | –                                                     | 2016                                 | Kuldi                                                   | 2010                        |
| Lagercrantz, David                    | Indécence manifeste                                         | –                                                     | 2016                                 | Syndafall i Wilmslow                                    | 2009                        |
| Barde-Cabuçon, Olivier                | Entretien avec le diable                                    | Commissaire aux morts étranges [5]                    | 2016                                 | –                                                       | 2016                        |
| Panowich, Brian                       | Bull Mountain                                               | Bull Mountain [1]                                     | 2016                                 | Bull Mountain                                           | 2015                        |
| Waite, Urban                          | Parfois le loup                                             | Bobby Drake [2]                                       | 2016                                 | Sometimes The Wolf                                      | 2014                        |
| Läckberg, Camilla                     | Le Dompteur de lions                                        | Erica Falck et Patrik Hedström [9]                    | 2016                                 | Lejontämjaren                                           | 2016                        |
| Santiago, Mikel                       | La Dernière Nuit à Tremore Beach                            | –                                                     | 2016                                 | La última noche de Tremore Beach                        | 2016                        |
| Dostoïevski, Fiodor                   | Crime et Châtiment                                          | –                                                     | 2016                                 | Преступление и наказание                                | 1866                        |
| Jahn, Ryan David                      | La Tendresse de l'assassin                                  | –                                                     | 2016                                 | The Gentle Assassin                                     | 2014                        |
| Sainz de la Maza, Aro                 | Les Muselés                                                 | Milo Malart [2]                                       | 2016                                 | El ángulo muerto                                        | 2016                        |
| Hakola, Theo                          | Idaho Babylone                                              | –                                                     | 2016                                 | –                                                       | 2016                        |
| Estrada, Christophe                   | Hilarion : L'Araignée d'Apollon                             | –                                                     | 2016                                 | –                                                       | 2016                        |
| Caldwell, Ian                         | Le Cinquième Évangile                                       | –                                                     | 2016                                 | The Fifth Gospel                                        | 2016                        |
| Higashino, Keigo                      | La Fleur de l'illusion                                      | –                                                     | 2016                                 | Mugen-bana                                              | 2013                        |
| Penny, Louise                         | Une illusion d'optique                                      | Une enquête de l'inspecteur-chef Armand Gamache [7]   | 2016                                 | A Trick of the Light                                    | 2011                        |
| Oruña, María                          | Le Port secret                                              | –                                                     | 2016                                 | Puerto escondido                                        | 2015                        |
| Katz Krefeld, Michael                 | La Peau des anges                                           | Thomas « Ravn » Ravnsholdt [1]                        | 2017                                 | Afsporet                                                | 2017                        |
| Árbol, Víctor del                     | La Veille de presque tout                                   | –                                                     | 2017                                 | La víspera de casi todo                                 | 2017                        |
| De Mulder, Caroline                   | Calcaire                                                    | –                                                     | 2017                                 | –                                                       | 2017                        |
| Cole, Jessie                          | Borderline                                                  | –                                                     | 2017                                 | Darkness on the Edge of Town                            | 2012                        |
| Dahl, Arne                            | Prenons la place des morts                                  | Opcop [2]                                             | 2017                                 | Hela havet stormar                                      | 2012                        |
| Barde-Cabuçon, Olivier                | Le Moine et le Singe-roi                                    | Commissaire aux morts étranges [6]                    | 2017                                 | –                                                       | 2017                        |
| Harper, Johan                         | L'Amour et autres blessures                                 | –                                                     | 2017                                 | Love and Other Wounds                                   | 2015                        |
| Shafer, David                         | Whiskey Tango Foxtrot                                       | –                                                     | 2017                                 | Whiskey Tango Foxtrot                                   | 2014                        |
| Salem, Carlos                         | Attends-moi au ciel                                         | –                                                     | 2017                                 | Muerto el perro                                         | 2014                        |
| Bell, David                           | Ne reviens jamais                                           | –                                                     | 2017                                 | Never Come Back                                         | 2013                        |
| Martinez, Agustin                     | Monteperdido                                                | –                                                     | 2017                                 | Plaza y Janés                                           | 2015                        |
| Runcie, James                         | Sidney Chambers et les Périls de la nuit                    | Les Mystères de Grantchester [2]                      | 2017                                 | Sidney Chambers and the Perils of the Night             | 2013                        |
| Pitlor, Heidi                         | Quelques heures à tuer                                      | –                                                     | 2017                                 | The Daylight Marriage                                   | 2015                        |
| Herron, Mick                          | Les lions sont morts                                        | Jackson Lamb [2]                                      | 2017                                 | Dead Lions                                              | 2013                        |
| Lagercrantz, David                    | La Fille qui rendait coup pour coup                         | Millénium [5]                                         | 2017                                 | Mannen Som Sökte Sin Skugga                             | 2017                        |
| Penny, Louise                         | Le Beau Mystère                                             | Une enquête de l'inspecteur-chef Armand Gamache [8]   | 2017                                 | The Beautiful Mystery                                   | 2012                        |
| Takamura, Kaoru                       | Montagne claire, montagne obscure                           | –                                                     | 2017                                 | Markus no yama                                          | 1993                        |
| Tótth, Benedek                        | Comme des rats morts                                        | –                                                     | 2017                                 | Holtverseny                                             | 2014                        |
| Läckberg, Camilla                     | La Sorcière                                                 | Erica Falck et Patrik Hedström [10]                   | 2017                                 | Häxan                                                   | 2017                        |
| Melo, Patrícia                        | Le Feu follet                                               | –                                                     | 2017                                 | Fogo-Fátuo                                              | 2014                        |
| Zepeda Patterson, Jorge               | Milena ou le plus beau fémur du monde                       | –                                                     | 2018                                 | Milena o el fémur más bello del mundo                   | 2014                        |
| Sigurðardóttir, Yrsa                  | ADN                                                         | Freya et Huldar [1]                                   | 2018                                 | DNA                                                     | 2014                        |
| Wilms, Anila                          | Les Assassins de la route du Nord                           | –                                                     | 2018                                 | Das albanische Öl oder Mord auf der Strasse des Nordens | 2012                        |
| Bouman, Tom                           | Dans la vallée décharnée                                    | Henry Farrell [1]                                     | 2018                                 | Dry Bones in the Valley                                 | 2014                        |
| Higashino, Keigo                      | Les Doigts rouges                                           | Kaga Kyōichirō [1]                                    | 2018                                 | Akai yubi                                               | 2009                        |
| Barde-Cabuçon, Olivier                | Le Carnaval des vampires                                    | Commissaire aux morts étranges [7]                    | 2018                                 | –                                                       | 2018                        |
| Roslund, Anders Thunberg, Stefan      | Made in Sweden                                              | Made in Sweden [1]                                    | 2018                                 | Björndansen                                             | 2014                        |
| Kepler, Lars                          | Le Chasseur de lapins                                       | Joona Linna [6]                                       | 2017                                 | Kaninjägaren                                            | 2016                        |
| Iles, Greg                            | Brasier noir                                                | Natchez Burning [1]                                   | 2018                                 | Natchez Burning                                         | 2014                        |
| Penny, Louise                         | La Faille en toute chose                                    | Une enquête de l'inspecteur-chef Armand Gamache [9]   | 2018                                 | How the Light Gets In                                   | 2014                        |
| Hågensen, Lisa                        | Ses yeux bleus                                              | Raili Rydell [1]                                      | 2018                                 | Hennes ögon blå                                         | 2014                        |
| Wohlsdorf, Gina                       | Sécurité                                                    | –                                                     | 2018                                 | Security                                                | 2016                        |
| Santiago, Mikel                       | Le Mauvais Chemin                                           | –                                                     | 2018                                 | El mal camino                                           | 2015                        |
| Hammer, Lotte Hammer, Søren           | La Fille dans le marais de Satan                            | Inspecteur Konrad Simonsen [4]                        | 2018                                 | Pigen i Satans mose                                     | 2012                        |
| DeSilva, Bruce                        | Dura Lex                                                    | Liam Mulligan [3]                                     | 2018                                 | Providence Rag                                          | 2014                        |
| Lenot, Alexandre                      | Écorces vives                                               | –                                                     | 2018                                 | –                                                       | 2018                        |
| Hjorth, Michael Rosenfeldt, Hans      | La Fille muette                                             | Sebastian Bergman [4]                                 | 2018                                 | Den stumma flickan                                      | 2014                        |
| Runcie, James                         | Sidney Chambers et le Problème du mal                       | Les Mystères de Grantchester [3]                      | 2018                                 | Sidney Chambers and the Problem of Evil                 | 2014                        |
| Bell, David                           | La Fille oubliée                                            | –                                                     | 2018                                 | The Forgotten Girl                                      | 2014                        |
| Árbol, Víctor del                     | Par-delà la pluie                                           | –                                                     | 2019                                 | Por encima de la lluvia                                 | 2017                        |
| Fernández Díaz, Jorge                 | Le Gardien de la Joconde                                    | –                                                     | 2019                                 | El Puñal                                                | 2014                        |
| Iles, Greg                            | L'Arbre aux morts                                           | Natchez Burning [2]                                   | 2019                                 | The Bone Tree                                           | 2015                        |
| Némus, Gesuino                        | La Théologie du sanglier                                    | –                                                     | 2019                                 | La teologia del cinghiale                               | 2015                        |
| Mola, Carmen                          | La Fiancée gitane                                           | Elena Blanco [1]                                      | 2019                                 | La novia gitana                                         | 2018                        |
| Harper, Johan                         | La Place du mort                                            | –                                                     | 2019                                 | She Rides Shotgun                                       | 2017                        |
| Panowich, Brian                       | Comme les lions                                             | Bull Mountain [2]                                     | 2019                                 | Like Lions                                              | 2018                        |
| Zander, Joakim                        | Le Quartier                                                 | Klara Walldéen [2]                                    | 2019                                 | Orten                                                   | 2015                        |
| Läckberg, Camilla                     | La Cage dorée                                               | Faye [1]                                              | 2019                                 | En bur av guld                                          | 2019                        |
| Hämäläinen, Karo                      | Une soirée de toute cruauté                                 | –                                                     | 2019                                 | Ilta on julma                                           | 2013                        |
| Sigurðardóttir, Yrsa                  | Succion                                                     | Freyja et Huldar [2]                                  | 2019                                 | Sogið                                                   | 2015                        |
| Barde-Cabuçon, Olivier                | Petits meurtres au Caire                                    | Commissaire aux morts étranges [8]                    | 2019                                 | –                                                       | 2019                        |
| Zepeda Patterson, Jorge               | Mort contre la montre                                       | –                                                     | 2019                                 | Muerte contrarreloj                                     | 2018                        |
| Dahl, Arne                            | Jeu du loup                                                 | Opcop [3]                                             | 2019                                 | Blindbock                                               | 2013                        |
| Lagercrantz, David                    | La Fille qui devait mourir                                  | Millénium [6]                                         | 2019                                 | Hon som måste dö                                        | 2019                        |
| Penny, Louise                         | Un long retour                                              | Une enquête de l'inspecteur-chef Armand Gamache [10]  | 2019                                 | The Long Way Home                                       | 2014                        |
| Civico, Alexandre                     | Atmore, Alabama                                             | –                                                     | 2019                                 | –                                                       | 2019                        |
| Iles, Greg                            | Le Sang du Mississippi                                      | Natchez Burning [3]                                   | 2019                                 | Mississippi Blood                                       | 2017                        |
| Kepler, Lars                          | Lazare                                                      | Joona Linna [7]                                       | 2019                                 | Lazarus                                                 | 2018                        |
| Hjorth, Michael Rosenfeldt, Hans      | Recalé                                                      | Sebastian Bergman [5]                                 | 2019                                 | De Underkända                                           | 2015                        |
| Lippman, Laura                        | Corps inflammables                                          | –                                                     | 2019                                 | Sunburn                                                 | 2018                        |
| Nordbo, Mads Peder                    | La Fille sans peau                                          | Matthew Cave [1]                                      | 2020                                 | Pigen uden hud                                          | 2017                        |
| Wroński, Marcin                       | Au nom de l'enquête                                         | Commissaire Maciejewski [1]                           | 2020                                 | Morderstwo pod cenzurą                                  | 2007                        |
| Árbol, Víctor del                     | Le Poids des morts                                          | –                                                     | 2020                                 | El peso de los muertos                                  | 2006                        |
| Schenkel, Andrea Maria                | Tromperie                                                   | –                                                     | 2020                                 | Täuscher                                                | 2013                        |
| Katz Krefeld, Michael                 | Disparu                                                     | Thomas « Ravn » Ravnsholdt [2]                        | 2020                                 | Savnet                                                  | 2014                        |
| Salaün, Lionel                        | Et Mathilde danse                                           | –                                                     | 2020                                 | –                                                       | 2020                        |
| Martinez, Agustin                     | La Mauvaise Herbe                                           | –                                                     | 2020                                 | La mala hierba                                          | 2017                        |
| Ericsdotter, Åsa                      | L'Épidémie                                                  | –                                                     | 2020                                 | Epidemin                                                | 2016                        |
| Hermanson, Marie                      | Le Pays du crépuscule                                       | –                                                     | 2020                                 | Skymningslandet                                         | 2014                        |
| Läckberg, Camilla                     | Femmes sans merci                                           | –                                                     | 2020                                 | Kvinnor utan nåd                                        | 2019                        |
| Sigurðardóttir, Yrsa                  | Absolution                                                  | Freyja et Huldar [3]                                  | 2020                                 | Aflausn                                                 | 2016                        |
| Penny, Louise                         | La Nature de la bête                                        | Une enquête de l'inspecteur-chef Armand Gamache [11]  | 2020                                 | The Nature of the Beast                                 | 2015                        |
| Santiago, Mikel                       | L'Étrange Été de Tom Harvey                                 | –                                                     | 2020                                 | El extraño verano de Tom Harvey                         | 2017                        |
| Martin, Ibon                          | La Valse des tulipes                                        | –                                                     | 2020                                 | La danza de los tulipanes                               | 2019                        |
| Bouman, Tom                           | Dans les brumes du matin                                    | Henry Farrell [2]                                     | 2020                                 | Fateful Mornings                                        | 2017                        |
| Salem, Carlos                         | La Dernière Affaire de Johnny Bourbon                       | –                                                     | 2020                                 | Sigo siendo el rey (emérito) de España                  | 2018                        |
| Avdic, Asa                            | Isola                                                       | –                                                     | 2020                                 | Isola                                                   | 2016                        |
| Efstathiadis, Minos                   | Le Plongeur                                                 | Chris Papas [2]                                       | 2020                                 | Ο Δύτης                                                 | 2018                        |
| Herron, Mick                          | Agent hostile                                               | –                                                     | 2020                                 | Nobody Walks                                            | 2015                        |
| Läckberg, Camilla                     | Des ailes d'argent                                          | Faye [2]                                              | 2020                                 | Vingar av silver                                        | 2020                        |
| Sabatini, Mariano                     | L'Imposture du marronnier                                   | Une enquête de Leo Malinverno [1]                     | 2021                                 | L'inganno dell'ippocastano                              | 2016                        |
| Axl Sund, Erik                        | Une vie de poupée : Mélancolie grise                        | Mélancolie [2]                                        | 2021                                 | Dockliv                                                 | 2019                        |
| Roslund, Anders Thunberg, Stefan      | Sweden's Finest                                             | Made in Sweden [2]                                    | 2021                                 | En Bror Att Dö För                                      | 2017                        |
| Hummel, Maria                         | Le Musée des femmes assassinées                             | Maggie Richter [1]                                    | 2021                                 | Still Lives                                             | 2018                        |
| McKinty, Adrian                       | Ne me cherche pas demain                                    | Sean Duffy [3]                                        | 2021                                 | In the Morning I'll be Gone                             | 2014                        |
| Nordbo, Mads Peder                    | Angoisse glaciale                                           | Matthew Cave [2]                                      | 2021                                 | Kold angst                                              | 2018                        |
| Hjorth, Michael Rosenfeldt, Hans      | Justice divine                                              | Sebastian Bergman [6]                                 | 2021                                 | En högre rättvisa                                       | 2018                        |
| Mola, Carmen                          | Le Réseau pourpre                                           | Elena Blanco [2]                                      | 2021                                 | La Red púrpura                                          | 2019                        |
| Hausmann, Romy                        | Chère petite                                                | –                                                     | 2021                                 | Liebes Kind                                             | 2019                        |
| Iles, Greg                            | Cemetery Road                                               | –                                                     | 2021                                 | Cemetery Road                                           | 2019                        |
| Higashino, Keigo                      | Le Nouveau                                                  | Kaga Kyōichirō [2]                                    | 2021                                 | Shinzanmono                                             | 2009                        |
| Penny, Louise                         | Un outrage mortel                                           | Une enquête de l'inspecteur-chef Armand Gamache [12]  | 2021                                 | A Great Reckoning                                       | 2016                        |
| Sainz de la Maza, Aro                 | Docile                                                      | Milo Malart [3]                                       | 2021                                 | Dócil                                                   | 2020                        |
| Wagner, Jan Costin                    | L'Été la nuit                                               | –                                                     | 2021                                 | Sommer bei Nacht                                        | 2020                        |
| Läckberg, Camilla                     | Sans passer par la case départ                              | –                                                     | 2021                                 | Gå i fängelse                                           | 2021                        |
| Kepler, Lars                          | L'Homme-miroir                                              | Joona Linna [8]                                       | 2021                                 | Spegelmannen                                            | 2020                        |
| Dahl, Arne                            | Le Dernier Couple qui sort                                  | Opcop [4]                                             | 2021                                 | Sista paret ut                                          | 2014                        |
| Effenhauser, Ulrich                   | Je vis la Bête surgir de la mer                             | –                                                     | 2022                                 | Alias Toller                                            | 2015                        |
| Panowich, Brian                       | Vallée furieuse                                             | –                                                     | 2022                                 | Hard Cash Valley                                        | 2020                        |
| Hammer, Lotte Hammer, Søren           | Le Polonais fou                                             | Inspecteur Konrad Simonsen [5]                        | 2022                                 | Den sindssyge polak                                     | 2014                        |
| Lippman, Laura                        | La Voix du lac                                              | –                                                     | 2022                                 | Lady in the Lake                                        | 2019                        |
| Katz Krefeld, Michael                 | La Secte                                                    | Thomas « Ravn » Ravnsholdt [3]                        | 2022                                 | Sekten                                                  | 2015                        |
| Sigurðardóttir, Yrsa                  | Le Trou                                                     | Freyja et Huldar [4]                                  | 2022                                 | Gatið                                                   | 2017                        |
| Penny, Louise Rodham clinton, Hillary | État de terreur                                             | –                                                     | 2022                                 | State of Terror                                         | 2021                        |
| Rosenfeldt, Hans                      | L'Été des loups                                             | –                                                     | 2022                                 | Vargasommar                                             | 2020                        |
| Conlon, Edward                        | Le Bureau des policières                                    | –                                                     | 2022                                 | The Policewomen's Bureau                                | 2019                        |
| Fexeus, Henrik Läckberg, Camilla      | La Boîte à magie                                            | Vincent et Mina [1]                                   | 2022                                 | Box                                                     | 2022                        |
| Higashino, Keigo                      | Les Sept Divinités du bonheur                               | Kaga Kyōichirō [3]                                    | 2022                                 | Kirin no tsubasa                                        | 2013                        |
| Schoeters, Gaea                       | Le Trophée                                                  | –                                                     | 2022                                 | Trofee                                                  | 2020                        |
| Mola, Carmen                          | La Bestia                                                   | –                                                     | 2022                                 | La Bestia                                               | 2021                        |
| Ulstein, Silje O.                     | Mémoires d’un reptile                                       | –                                                     | 2022                                 | Krypdyrmemoarer                                         | 2020                        |
| Melnik, Jaroslav                      | L'Oiseau qui buvait du lait                                 | –                                                     | 2023                                 | Daugaus valdovai                                        | 2016                        |
| Freu, Julien                          | Ce qui est enfoui                                           | –                                                     | 2023                                 | –                                                       | 2023                        |
| Hummel, Maria                         | Leçon de rouge                                              | Maggie Richter [2]                                    | 2023                                 | Los Angeles Art College                                 | 2021                        |
| Axl Sund, Erik                        | Saison morte : Mélancolie blanche                           | Mélancolie [3]                                        | 2023                                 | Otid                                                    | 2022                        |
| Sabatini, Mariano                     | Caïn fut le premier                                         | Une enquête de Leo Malinverno [2]                     | 2023                                 | Primo venne Caino                                       | 2018                        |
| Efstathiadis, Minos                   | Le Couteau des sables                                       | Chris Papas [2]                                       | 2023                                 | Κβάντι                                                  | 2021                        |
| Iakovleva, Ioulia                     | Et soudain le chasseur sortit du bois                       | Zaïtsev [1]                                           | 2023                                 | Вдруг охотник выбегает                                  | 2017                        |
| Penny, Louise                         | Maisons de verre                                            | Une enquête de l'inspecteur-chef Armand Gamache [13]  | 2023                                 | Glass Houses                                            | 2017                        |
| Carlos Somoza, José                   | Étude en noir                                               | –                                                     | 2023                                 | Estudio en negro                                        | 2019                        |
| Fexeus, Henrik Läckberg, Camilla      | Le Culte                                                    | Vincent et Mina [2]                                   | 2023                                 | Kult                                                    | 2022                        |
| Hjorth, Michael Rosenfeldt, Hans      | Ce qu'on a semé                                             | Sebastian Bergman [7]                                 | 2023                                 | Som man sår                                             | 2021                        |
| Árbol, Víctor del                     | Le Fils du père                                             | –                                                     | 2023                                 | El hijo del padre                                       | 2021                        |
| Sigurðardóttir, Yrsa                  | La Poupée                                                   | Freyja et Huldar [5]                                  | 2023                                 | Brúðan                                                  | 2018                        |
| Higashino, Keigo                      | Le Cygne et la Chauve-souris                                | –                                                     | 2023                                 | Hakuchō ta kōmori                                       | 2021                        |
| Conrad, Patrick                       | Au fin fond de décembre                                     | –                                                     | 2023                                 | Diep in December                                        | 2017                        |
| Smirnoff, Karin                       | La Fille dans les serres de l'aigle                         | Millénium [7]                                         | 2023                                 | Havsörnens skrik                                        | 2022                        |
| Kepler, Lars                          | L'Araignée                                                  | Joona Linna [9]                                       | 2024                                 | Spindeln                                                | 2022                        |
| Neuhaus, Nele                         | Amitié éternelle                                            | Oliver von Bodenstein et Pia Kirchhoff [10]           | 2024                                 | In ewiger Freundschaft                                  | 2021                        |
| Everett, Percival                     | Châtiment                                                   | –                                                     | 2024                                 | The Trees                                               | 2021                        |
| Barde-Cabuçon, Olivier                | Les Sept Vies du moine                                      | Commissaire aux morts étranges [9]                    | 2024                                 | –                                                       | 2024                        |
| Herron, Mick                          | Mission Tigre                                               | –                                                     | 2024                                 | Nobody Walks                                            | 2016                        |
| Harper, Johan                         | Le Dernier Roi de Californie                                | –                                                     | 2024                                 | The Last King of California                             | 2022                        |
| Sainz de la Maza, Aro                 | Malart                                                      | Milo Malart [4]                                       | 2024                                 | Malart                                                  | 2023                        |
| Hammer, Lotte Hammer, Søren           | Heidi chérie                                                | Inspecteur Konrad Simonsen [6]                        | 2024                                 | Elskede Heidi                                           | 2015                        |
| Salem, Carlos                         | Ceux qui méritent de mourir                                 | Enquête de la Brigade des apôtres de Severo Justo [1] | 2024                                 | Los que merecen morir                                   | 2021                        |
| Läckberg, Camilla                     | Le Nid du coucou                                            | Erica Falck et Patrik Hedström [11]                   | 2024                                 | Gökungen                                                | 2022                        |
| Sigurðardóttir, Yrsa                  | Le Silence                                                  | Freyja et Huldar [6]                                  | 2024                                 | Þögn                                                    | 2019                        |
| Mola, Carmen                          | L'Année du cochon                                           | Elena Blanco [3]                                      | 2024                                 | La Nena                                                 | 2020                        |
| Ericsdotter, Åsa                      | Phase 3                                                     | –                                                     | 2024                                 | Fas 3                                                   | 2022                        |
| Lakhous, Amara                        | La Fertilité du Mal                                         | –                                                     | 2024                                 | –                                                       | 2024                        |
| Penny, Louise                         | Au royaume des aveugles                                     | Une enquête de l'inspecteur-chef Armand Gamache [14]  | 2024                                 | Kingdom of the Blind                                    | 2018                        |
| Clerc-Murgier, Hélène                 | Meurtres en cinq actes                                      | –                                                     | 2025                                 | –                                                       | 2025                        |
| Sarid, Yishai                         | La Nuit du hackeur                                          | –                                                     | 2025                                 | מגלה החולשות                                            | 2023                        |
| Effenhauser, Ulrich                   | Le Fantôme de Mexico                                        | –                                                     | 2025                                 | Brand                                                   | 2016                        |
| Lippman, Laura                        | Dream Girl                                                  | –                                                     | 2025                                 | Dream Girl                                              | 2021                        |
| Higashino, Keigo                      | Le Fil de l'espoir                                          | Kaga Kyōichirō [4]                                    | 2025                                 | Kibō no Ito                                             | 2019                        |
| Freu, Julien                          | Hors la brume                                               | –                                                     | 2025                                 | –                                                       | 2025                        |
| Muñoz, Ana Martínez                   | Valence rouge                                               | –                                                     | 2025                                 | Valencia Roja                                           | 2023                        |
| Philipparie, Laurent                  | Légitime Démence                                            | –                                                     | 2025                                 | –                                                       | 2025                        |
| Árbol, Víctor del                     | Personne sur cette terre                                    | –                                                     | 2025                                 | Nadie en esta tierra                                    | 2023                        |
| Williams, Katie                       | Mon assassinat                                              | –                                                     | 2025                                 | My Murder                                               | 2023                        |
| Fexeus, Henrik Läckberg, Camilla      | Mirage                                                      | Vincent et Mina [3]                                   | 2025                                 | Mirage                                                  | 2023                        |
| Elston, Ashley                        | Celui qui ment le premier                                   | –                                                     | 2025                                 | First Lie Wins                                          | 2024                        |
| Hjorth, Michael Rosenfeldt, Hans      | Le Fardeau du passé                                         | Sebastian Bergman [8]                                 | 2025                                 | Skylden man bærer                                       | 2023                        |
| Smirnoff, Karin                       | La Fille dans les griffes du lynx                           | Millénium [8]                                         | 2025                                 | Lokattens klor                                          | 2024                        |
| Penny, Louise                         | Le Pendu                                                    | Une enquête de l'inspecteur-chef Armand Gamache [6,5] | 2025                                 | The Hangman                                             | 2010                        |